# Liste des capitaines ou Opperhoofden à Dejima
Pour un article plus général, voir Dejima.
Cet article présente une liste des capitaines ou Opperhoofden à Dejima.

## Liste des capitaines ouOpperhoofden

### Années 1630 - 1699

#### Années 1630
- François Caron :  3 février 1639 - 13 février 1641

#### Années 1640
- Maximiliaen Le Maire : 14 février 1641 - 30 octobre 1641
- Jan van Elseracq : 11er novembre 1641 - 29 octobre 1642
- Pieter Anthonijszoon Overtwater : 29 octobre 1642 - 1er août 1643
- Jan van Elserac : 1er août 1643 - 24 novembre 1644 (2e période)
- Pieter Anthonijszoon Overtwater : 24 novembre 1644 - 30 novembre 1645 (2e période)
- Reijnjer van't Zum : 30 novembre 1645 - 27 octobre 1646
- Willem Verstegen [Versteijen] : 28 octobre 1646 - 10 octobre 1647
- Frederick Coijet : 3 novembre 1647 - 9 décembre 1648
- Dircq Snoecq : 9 dévembre 1648 - 5 novembre 1649
- Anthonio van Brouckhorst : 5 novembre 1649 - 25 octobre 1650

#### Années 1650
- Pieter Sterthemius : 25 octobre 1650 - 3 novembre 1651
- Adriaen van der Burgh : 1er novembre 1651 - 3 novembre 1652
- Frederick Coijet : 4 novembre 1652 - 10 novembre 1653 (2e période)
- Gabriel Happart : 4 novembre 1653 - 31 octobre 1654
- Leonard Winninx : 31 octobre 1654 - 23 octobre 1655
- Joan Boucheljon : 23 octobre 1655 - 1er novembre 1656
- Zacharias Wagenaer [Wagener] : 1er novembre 1656 - 27 octobre 1657
- Joan Boucheljon : 27 octobre 1657 - 23 octobre 1658 (2e période)
- Zacharias Wagenaer [Wagener] : 22 octobre 1658 - 4 novembre 1659 (2e période)
- Joan Boucheljon : 4 novembre 1659 - 26 octobre 1660 (3e période)

#### Années 1660
- Hendrick Indijck : 26 octobre 1660 - 21 novembre 1661
- Dirck van Lier : 11 novembre 1661 - 6 novembre 1662
- Hendrick Indijck : 6 novembre 1662 - 20 octobre 1663 (2e période)
- Willem Volger : 20 octobre 1663 - 7 novembre 1664
- Jacob Gruijs : 7 novembre 1664 - 27 octobre 1665
- Willem Volger : 28 octobre 1665: - 27 octobre 1666 (2e période)
- Daniel Six [Sicx] : 18 octobre 1666 - 6 novembre 1667
- Constantin Ranst : 6 novembre 1667 - 25 octobre 1668
- Daniel Six [Sicx] : 25 octobre 1668 - 14 octobre 1669 (2e période)
- Francois de Haas : 14 octobre 1669 - 2 novembre 1670

#### Années 1670
- Martinus Caesar : 2 novembre 1670 - 12 novembre 1671
- Johannes Camphuijs :  22 octobre 1671 - 12 novembre 1672
- Martinus Caesar :  13 novembre 1672 - 29 octobre 1673 (2e période)
- Johannes Camphuijs : 29 octobre 1673 - 19 octobre 1674 (2e période)
- Martinus Caesar : 20 octobre 1674 - 7 novembre 1675 (3e période)
- Johannes Camphuijs : 7 novembre 1675 - 27 octobre 1676 (3e période)
- Dirck de Haas : 27 octobre 1676 - 16 octobre 1677
- Albert Brevincq : 16 octobre 1677 - 4 novembre 1678
- Dirck de Haas : 4 novembre 1678 - 24 octobre 1679 (2e période)
- Albert Brevincq : 24 octobre 1679 - 11 novembre 1680 (2e période)

#### Années 1680
- Isaac van Schinne : 11 novembre 1680 - 31 octobre 1681
- Hendrick Canzius : 31 octobre 1681 - 20 octobre 1682
- Andreas Cleyer [Andries] : 20 octobre 1682 - 8 novembre 1683
- Constantin Ranst de Jonge : 8 novembre 1683 - 28 octobre 1684
- Hendrick van Buijtenhem : 25 octobre 1684 - 7 octobre 1685
- Andreas Cleyer : 17 octobre 1685 - 5 novembre 1686 (2e période)
- Constantin Ranst de Jonge : 5 novembre 1686 - 25 octobre 1687 (2e période)
- Hendrick van Buijtenhem : 25 octobre 1687 - 13 octobre 1688 (2e période)
- Cornelisz.van Outhoorn : 13 octobre 1688 - 1er novembre 1689
- Balthasar Sweers : 1er novembre 1689 - 21 octobre 1690

#### Années 1690
- Hendrick van Buijtenhem : 21 octobre 1690 - 9 novembre 1691 (3e période)
- Cornelis van Outhoorn : 9 novembre 1691 - 29 octobre 1692 (2e période)
- Hendrick van Buijtenhem : 29 octobre 1692 - 19 octobre 1693 (4e période)
- Gerrit de Heere : 19 octobre 1693  - 7 novembre 1694
- Hendrik Dijkman : 7 novembre 1694 - 27 octobre 1695
- Cornelis van Outhoorn : 27 octobre 1695 - 15 octobre 1696 (3e période)
- Hendrik Dijkman : 15 octobre 1696 - 3 novembre 1697 (2e période)
- Pieter de Vos : 3 novembre 1697 - 23 octobre 1698
- Hendrik Dijkman :  23 octobre 1698 - 12 octobre 1699 (3e période)
- Pieter de Vos : 21 octobre 1699 - 31 octobre 1700 (2e période)

### Années 1700 - 1799

#### Années 1700
- Hendrik Dijkman : 31 octobre 1700 - 21 octobre 1701 (4e période)
- Abraham Douglas : 21 octobre 1701 - 30 octobre 1702
- Ferdinand de Groot : 9 novembre 1702 - 30 octobre 1703
- Gideon Tant : 30 octobre 1703 - 18 octobre 1704
- Ferdinand de Groot : 18 octobre 1704 - 6 novembre 1705 (2e période)
- Hermanus Menssingh : novembre 1705 -  octobre 1706
- Ferdinand de Groot : 26 octobre 1706 - 15 octobre 1707 (3e période)
- Hermanus Menssingh : 15 octobre 1707 - 2 novembre 1708 (2e période)
- Jasper van Mansdale : 2 novembre 1708 - 22 octobre 1709
- Hermanus Menssingh : 22 octobre 1709 - 10 novembre 1710 (3e période)

#### Années 1710
- Nicolaas Joan van Hoorn : 10 novembre 1710 - 31 octobre 1711
- Cornelis Lardijn : 31 octobre 1711 - 7 novembre 1712
- Nicolaas Joan van Hoorn : novembre 1712 -  novembre 1713 (2e période)
- Cornelis Lardijn : 7 novembre 1713 - 27 octobre 1714
- Nicolaas Joan van Hoorn:  27 octobre 1714 -19 octobre 1715 (3e période)
- Gideon Boudaen : 19 octobre 1715 - 3 novembre 1716
- Joan Aouwer : 3 novembre 1716 - 24 octobre 1717
- Christiaen van Vrijbergh[e] : 24 octobre 1717 - 13 octobre 1718
- Joan Aouwer : 13 octobre 1718 - 21 octobre 1719 (2e période)
- Christiaen van Vrijbergh[e] : 21 octobre 1719 - 21 octobre 1720 (2e période)

#### Années 1720
- Roelof Diodati : 21 octobre 1720 - 9 novembre 1721
- Hendrik Durven : 9 novembre 1721 -  octobre 1722
- Hendrik Durven : octobre .1722 - 18 octobre 1723 (2e période)
- Johannes Thedens: 18 octobre 1723 - 25 octobre 1725
- Joan de Hartogh : 25 octobre 1725 - 15 octobre 1726
- Pieter Boockestijn : 15 octobre 1726 - 3 novembre 1727
- Abraham Minnedonk : 3 novembre 1727 - 20 octobre 1728
- Pieter Boockestijn : 22 octobre 1728 - 12 octobre 1729 (2e période)
- Abraham Minnedonk : 12 octobre 1729 - 31 octobre 1730 (2e période)

#### Années 1730
- Pieter Boockestijn : 31 octobre 1730 - 7 novembre 1732 (3e période)
- Hendrik van de Bel : 7 novembre 1732 - 27 octobre 1733
- Rogier de Laver : 27 octobre 1733 - 16 octobre 1734
- David Drinckman : 16 octobre 1734 - 4 novembre 1735
- Bernardus Coop [Coopa] à Groen : 4 novembre 1735 - 24 octobre 1736
- Jan van der Cruijsse : 24 octobre 1736 - 13 octobre 1737
- Gerardus Bernardus Visscher : 13 octobre 1737 - 21 octobre 1739
- Thomas van Rhee : 22 octobre 1739 - 8 novembre 1740

#### Années 1740
- Jacob van der Waeijen : 9 novembre 1740 - 28 octobre 1741
- Thomas van Rhee :  29 octobre 1741 - 17 octobre 1742 (2e période)
- Jacob van der Waeijen : 17 octobre 1742 - 9 novembre 1743 (2e période)
- David Brouwer : 5 novembre 1743 - 1er novembre 1744
- Jacob van der Waeijen : 2 novembre 1744 - 28 décembre 1745 (2e période)
- Jan Louis de Win : 30 décembre 1745 - 2 novembre 1746
- Jacob Balde : 3 novembre 1746 - 25 octobre 1747
- Jan Louis de Win : 28 octobre 1747 - 11 novembre 1748 (2e période)
- Jacob Balde : 12 novembre 1748 - 8 décembre 1749 (2e période)
- Hendrik van Homoed : 8 décembre 1749 - 24 décembre 1750

#### Années 1750
- Abraham van Suchtelen : 25 décembre 1750 - 18 novembre 1751
- Hendrik van Homoed : 19 novembre 1751 - 5 décembre 1752 (2e période)
- David Boelen : 6 décembre 1752 - 15 octobre 1753
- Hendrik van Homoed : 16 octobre 1753 - 3 novembre 1754 (3e période)
- David Boelen : 4 novembre 1754 - 25 octobre 1755 (2e période)
- Herbert Vermeulen : 25 octobre 1755 - 12 octobre 1756
- David Boelen : 13 octobre 1756 - 31 octobre 1757 (3e période)
- Herbert Vermeulen : 1er novembre 1757 - 11 novembre 1758 (2e période)
- Johannes Reijnouts : 12 novembre 1758 - 11 novembre 1760

#### Années 1760
- Marten Huijshoorn : 12 novembre 1760 - 30 octobre 1761
- Johannes Reijnouts : 31 octobre 1761 - 2 décembre 1762 (2e période)
- Fredrik Willem Wineke : 3 décembre 1762 - 6 novembre 1763
- Jan Crans : 7 novembre 1763 - 24 octobre 1764
- Fredrik Willem Wineke : 25 octobre 1764 - 7 novembre 1765 (2e période)
- Jan Crans : 8 novembre 1765 - 31 octobre 1766 (2e période)
- Herman Christiaan Kastens : 1er novembre 1766 - 20.10.1767
- Jan Crans : 21 octobre 1767 - 8 novembre 1769 (3e période)
- Olphert Elias : 9 novembre 1769 - 16 novembre 1770

#### Années 1770
- Daniel Armenault : 17 novembre 1770 - 9 novembre 1771
- Arend Willem Feith : 10 novembre 1771 - 3 novembre 1772
- Daniel Armenault [Almenaault] :  4 novembre 1772 - 22 novembre 1773 (2e période)
- Arend Willem Feith : 23 novembre 1773 - 10 novembre 1774 (2e période)
- Daniel Armenault [Almenaault] : 11 novembre 1774 - 28 octobre 1775 (3e période)
- Arend Willem Feith : 28 octobre 1775 - 22 novembre 1776 (3e période)
- Hendrik Godfried Duurkoop : 23 novembre 1776 - 11 novembre 1777
- Arend Willem Feith : 12 novembre 1777 - 28 novembre 1779 (4e période)
- Isaac Titsingh : 29 novembre 1779 - 5 novembre 1780

#### Années 1780
- Arend Willem Feith : 6 novembre 1780 - 23 novembre 1781 (5e période)
- Isaac Titsingh : 24 novembre 1781 - 26 octobre 1783 (2e période)
- Hendrik Casper Romberg : 27 octobre 1783 - août 1784
- Isaac Titsingh : août 1784 - 30 novembre 1784 (3e période)
- Hendrik Casper Romberg : 30 novembre 1784 - 21 novembre 1785 (2e période)
- Johan Fredrik van Rheede tot de Parkeler : 22 novembre 1785 - 20 novembre 1786
- Hendrik Casper Romberg : 21 novembre 1786 - 30 novembre 1787 (3e période)
- Johan Frederik van Rheede tot de Parkeler : 1er décembre 1787 - 1er août 1789 (2e période)
- Hendrik Casper Romberg : 1 août 1789 - 13 novembre 1790 (4e période)

#### Années 1790
- Petrus Theodorus Chassé : 13 novembre 1790 - 13 novembre 1792
- Gijsbert Hemmij : 13 novembre 1792 - 8 juillet 1798
- Leopold Willem Ras : 8 juillet 1798 - 17 juillet 1800

### Années 1800 - 1860

#### Années 1800
- Willem Wardenaar : 16 juillet 1800 - 14 novembre 1803
- Hendrik Doeff : 14 novembre 1803 - 6 décembre 1817

#### Années 1810
- Jan Cock Blomhoff : 6 décembre 1817 - 20 novembre 1823

#### Années 1820
- Johan Willem de Sturler : 20 novembre 1823 - 5 août 1826
- Germain Felix Meijlan : 4 août 1826 - 1er novembre 1830

#### Années 1830
- Jan Willem Fredrik van Citters : 1er novembre 1830 - 30 novembre 1834
- Johannes Erdewin Niemann : 1er décembre 1834 - 17 novembre 1838
- Eduard Grandisson : 18 novembre 1838 -  novembre 1842

#### Années 1840
- Pieter Albert Bik : novembre 1842 - 31 octobre 1845
- Joseph Henrij Levijssohn : 1er novembre 1845 - 31 octobre 1850

#### Années 1850
- Frederick Colnelis Rose : 1er novembre 1850 - 31 octobre 1852
- Janus Henricus Donker Curtius : 2 novembre 1852 - 28 février 1860